# Michel de Yougoslavie
Michel Karageorgevitch(Mihailo Karađorđević en serbo-croate), dit Michel de Yougoslavie, né le 18 juin 1958 à Boulogne-Billancourt (dans le département de la Seine, en France), est membre de la maison royale Karađorđević et de courtoisie prince de Yougoslavie en tant que descendant d'Aleksandar Karađorđević, prince souverain de Serbie. Par sa mère la princesse Maria-Pia de Savoie, fille d'Humbert II, dernier roi d'Italie, il est apparenté à la maison de Savoie.

## Études
Il est diplômé de l’European Business School Paris.

## Carrière
Michel de Yougoslavie s’établit à Palm Beach (Floride, États-Unis d’Amérique) pendant 15 ans où il vend des résidences pour le compte de la société de biens immobiliers haut de gamme, Sotheby's International Realty. À partir de 1994, il travaille dans la vente de produits à base de vitamines. Il participe à Paris à l’association française monarchiste Unité capétienne.

## Famille
Le prince Michel de Yougoslavie et son frère, le prince Dimitri, sont les premiers jumeaux nés en 1958 du prince Alexandre de Yougoslavie (fils du prince régent Paul de Yougoslavie et de la princesse Olga de Grèce) et de sa première épouse, la princesse Maria Pia de Savoie, fille aînée d'Umberto II, ex-roi d'Italie. 
Sa mère donne naissance cinq ans après son frère et lui à deux autres jumeaux, Sergej et Jelena Karađorđević dits respectivement, comme leurs deux frères aînés, prince Serge de Yougoslavie et princesse Hélène de Yougoslavie (qui a été l'épouse de l'homme d'affaires français Thierry Gaubert).
Il est le cousin au troisième degré du prince Aleksandar Karađorđević, prince héritier de Serbie. 
Sa grand-mère maternelle était la princesse Marie-José de Belgique, fille d'Albert Ier, roi des Belges, et de la reine Élisabeth, née duchesse en Bavière. Sa grand-mère paternelle, la princesse Olga de Grèce et de Danemark était l'aînée des filles du prince Nicolas de Grèce et de la grande-duchesse Hélène Vladimirovna de Russie et la sœur aînée de la princesse Marina, duchesse de Kent. 
Le prince Michel est également le cousin germain du prince Emmanuel-Philibert de Savoie, duc de Savoie, prétendant au trône d'Italie, et également cousin germain de l'actrice Catherine Oxenberg. Par ses parents, le prince Michel est lié à toutes les familles royales d'Europe.